# 上野次郎男
上野 次郎男（うえの じろうお、1905年3月29日 - 1971年8月25日）は、日本の経営者。鹿児島県川内市（現在の薩摩川内市）出身。

## 経歴
1927年に東京帝国大学経済学部を卒業。報知新聞社での勤務を経て、日本窒素肥料に転じた。1947年に取締役に就任し、1951年2月に再び取締役に就任し、同年9月に積水化学工業社長に就任し、1960年8月に積水ハウス産業代表取締役に就任した。その一方で、讀賣テレビ放送取締役、関西経済連合会理事も務めた。
1957年に紺綬褒章を受章し、1963年に藍綬褒章を受章した。
1971年8月25日、肝硬変のために死去。66歳没。

## 親族
- 兄 上野喜左衛門（南国殖産創業者、参議院議員）[3][4]
- 弟 上野次郎吉（静岡ガス社長）・上野四男（川内商工会議所会頭）[3]
- 甥 上野喜一郎（南国殖産社長）[3]
- 父の従弟 上野十蔵（中外製薬創業者）[5]